# مدفورد، نیوجرسی
مدفورد (به انگلیسی: Medford Township) شهری در ایالت نیوجرسی کشور ایالات متحده آمریکا است که جمعیت آن در سرشماری سال ۲۰۱۰ میلادی، ۲۳٬۰۳۳ نفر بوده‌است.